# Земля Вікторії
Земля́ Вікто́рії (англ. Victoria Land) — регіон Антарктиди, обмежений на сході шельфовим льодовиком Росса і морем Росса, а на заході Землею Оутса та Землею Вілкса.

## Географія
Розташована між меридіанами 142° і 170° сх.д. і простягається на південь до паралелі 78° пд.ш. Західна частина є гірським плато висотою до 4000 м. Найвища вершина — гора Лістер (4025 м). Потужність льодового покриву в центральній частині землі Вікторії сягає 2—2,5 тис. м.
Скелястий мис Мінна Блуфф часто вважається найпівденнішою точкою Землі Вікторії.
Регіон містить хребти Трансантарктичних гір і сухі долини Мак-Мердо (найвища точка — гора Ебботт, у північних передгір'ях, висотою 1020 м). Частина землі Вікторії належить до території Росса.

## Відкриття та дослідження
Землю відкрив капітан Джеймс Кларк Росс у січні 1841 року, названа вона на честь Англійської королеви Вікторії.
Після Росса, у 1911—1914 роках регіон досліджувала експедиція Дугласа Моусона.